# Caledonisch Kanaal

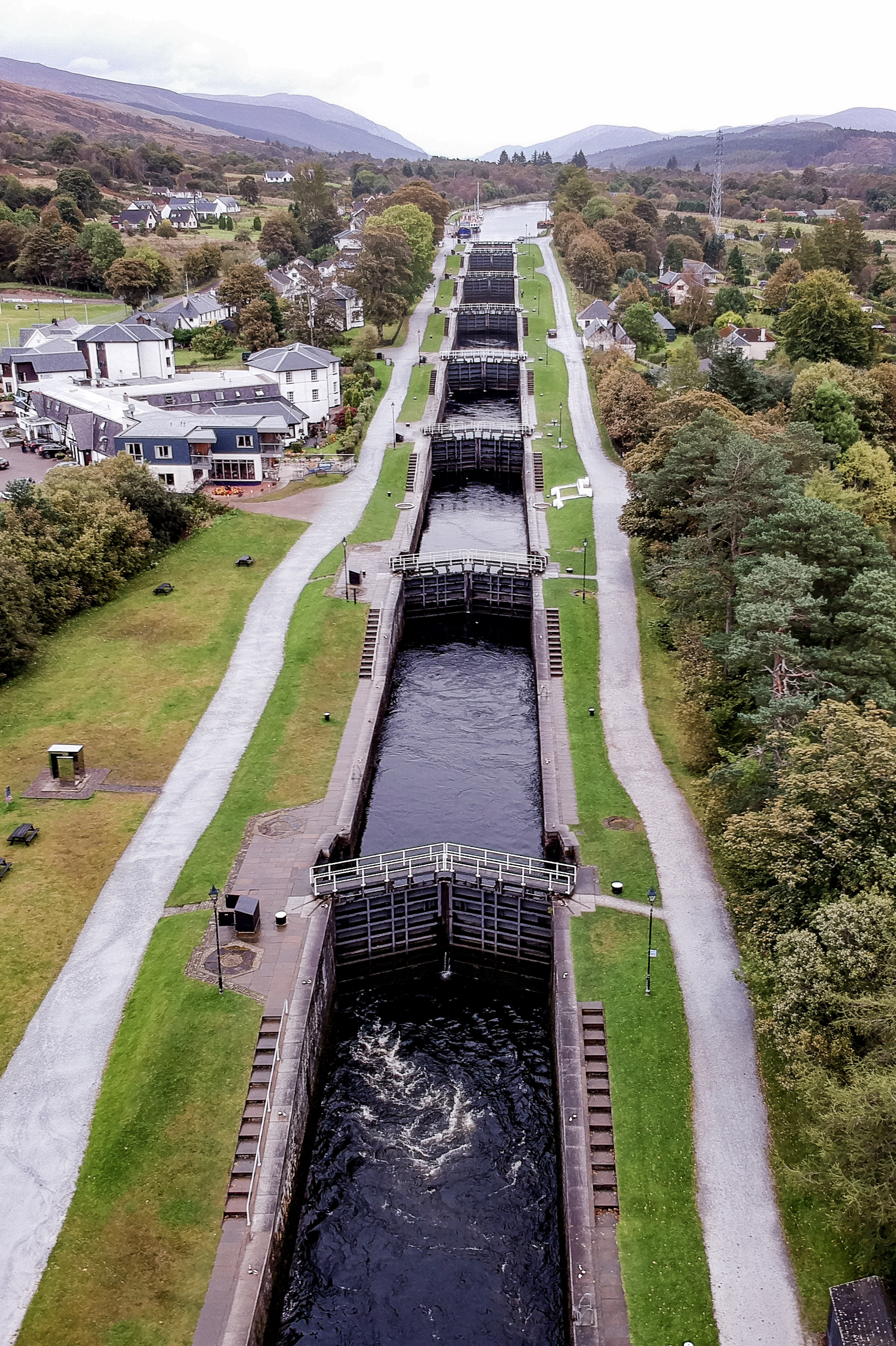
Neptune's Staircase

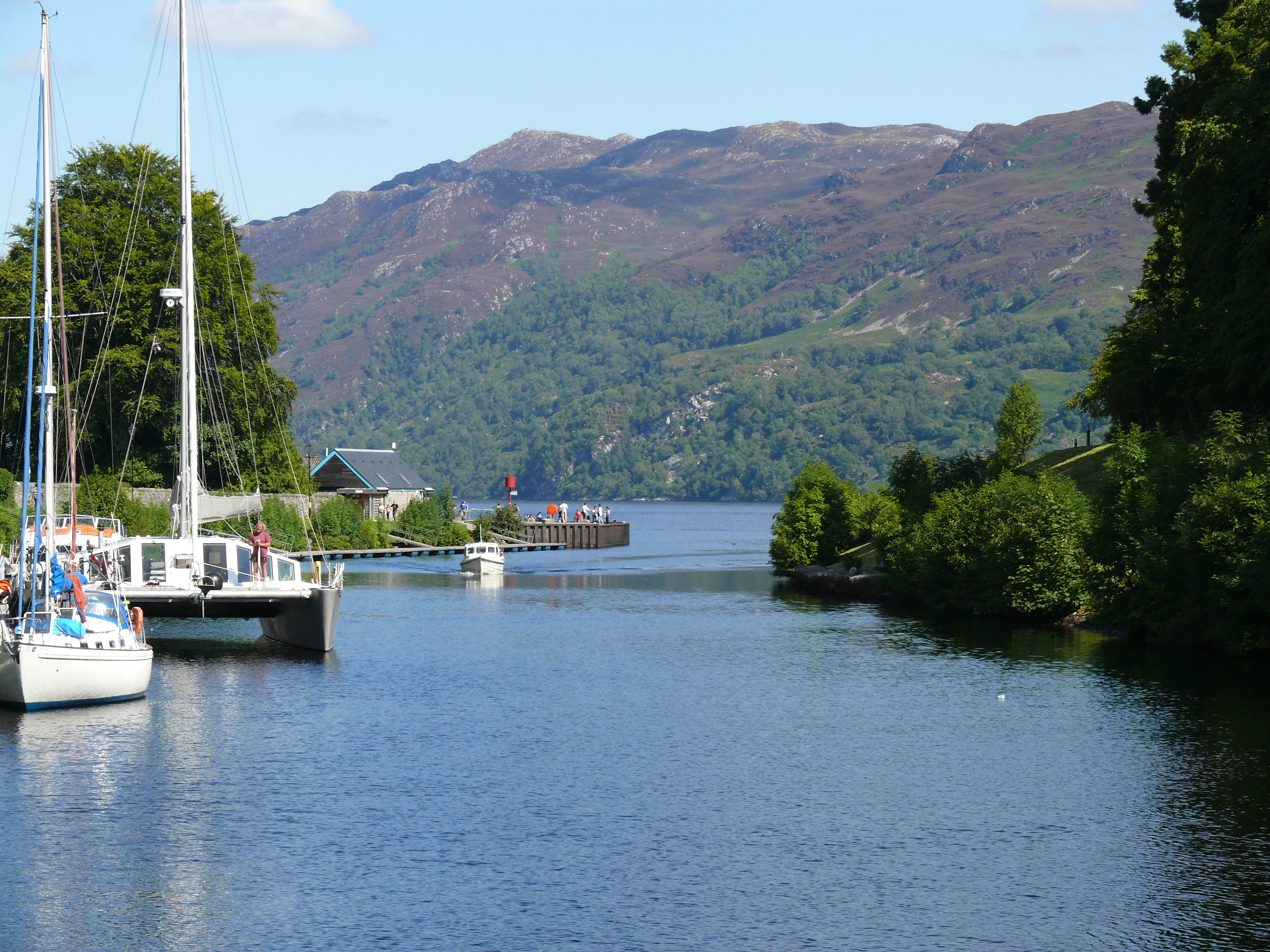
Het Caledonisch Kanaal in Fort Augustus waar het uitkomt in Loch Ness

Het Caledonisch Kanaal (Engels: Caledonian Canal) verbindt Inverness aan de Schotse oostkust (Noordzee), met Corpach, bij Fort William aan de westkust (Atlantische Oceaan). Het is 107 kilometer lang waarvan 72 km door vier natuurlijke meren gaat, namelijk Loch Lochy, Loch Oich, Loch Ness en Loch Dochfour. In het kanaal liggen 29 schutsluizen waarvan er acht nabij Banavie de Neptune's Staircase vormen.

## Begin
De route voor het kanaal werd in 1773 al verkend door James Watt. Hij maakte hierbij gebruik van de meren en rivieren in de Great Glen, een geologische breuk van zuidwest naar noordoost. Hij had een ontwerp gemaakt voor een kanaal van 10 voet (3 meter) diep, met 32 schutsluizen van elk 90 voet lang en 25 voet breed. Hij taxeerde de totale kosten van het project op 164.000 Pond sterling, maar hier bleef het bij. In 1793 was er een tweede poging met een enigszins aangepast ontwerp, maar ook dit plan verdween ongebruikt in een la.
In 1801 nam Thomas Telford contact op met Watt om de ideeën door te nemen. De eerste zorg voor Telford was dat er voldoende water was op het hoogste punt van het traject, bij Loch Oich. Bij het schutten van schepen gaat veel water verloren en een watertekort in dit meer zou het scheepvaartverkeer kunnen stilleggen. De rivier Garry, en de twee meren in zijn stroomgebied, zorgden echter voor voldoende water.
In 1802 volgde een tweede veldwerk op het land, dit keer ging William Jessop met Telford mee. Kapitein Mark Gwynn van de Royal Navy deed in hetzelfde jaar metingen in de meren vanaf zijn schip. Op basis van alle bevindingen deed Telford een voorstel voor een kanaal van 20 voet diep en 50 voet breed bij de bodem en 100 voet op de waterspiegel. Hij tekende 29 schutsluizen in van 170 voet lang en 40 voet breed. Dit waren voor die tijd grote afmetingen voor kanaal en sluizen. Hij schatte de totale bouwkosten op 350.000 pond.

## De aanleg
In 1803 werd begonnen met de aanleg als alternatief voor de route via de verraderlijke Pentland Firth en Cape Wrath. Deze vaarroute was niet alleen gevaarlijk maar ook lang. In een enkel geval kostte het minder tijd om te varen van Newcastle via Kaap de Goede Hoop naar Bombay, een afstand van 11.000 zeemijl, dan van Newcastle naar Liverpool langs de noordkust van Schotland (700 mijl). Het project kreeg een hoge prioriteit omdat het van groot strategisch belang was voor de Britse marine omdat het land in oorlog was met Napoleon Bonaparte.
Telford besloot te beginnen met de bouw van de zeesluizen bij Inverness en Corpach. Bij Inverness kwam de zeesluis op zo'n 400 meter voor de kust te liggen omdat de kustoever hier zeer geleidelijk oploopt. Alleen dan was de sluis bij laagtij te gebruiken. De bouw ging gepaard met veel tegenslag, maar de overige vijf in dit deeltraject werden zonder grote problemen aangelegd. Het oostelijke deel van het kanaal werd begin 1818 afgerond.
Aan de westkant bij Corpach hadden de bouwers te kampen met een harde rotsbodem die zich moeizaam liet weghalen. De bodem was ook waterdoorlatend waardoor het veel moeite kostte om de bouwputten droog te houden. Naast de twee zeesluizen werden hier ook de acht sluizen van de Neptune Staircase gebouwd. Hier werd het werk pas omstreeks 1819 afgerond.
Na het afronden van de zee toegangen verschoof de focus naar het middenstuk. Een ploeg werkte aan het oostelijke traject van Fort William naar Loch Oich en de westelijke ploeg van Loch Oich naar Loch Lochy met de hoogte bij Laggan. Om de toegang over Loch Oich naar de vijf sluizen bij Fort William te realiseren werden twee stoombaggerschepen ingezet. Ze waren gebouwd door Butterly Ironworks naar een ontwerp van Bryan Donkin. Het eerste baggerschip arriveerde in 1816 op de bouwplaats en de tweede in augustus 1818 en ze kostte samen meer dan £ 6000.

## Opening en gebruik
In oktober 1822 voer het eerste schip het hele traject van Fort William naar Inverness. De bouw had 18 jaar geduurd en dus veel langer dan de zeven jaar die Telford aan het begin nog genoemd had. De totale kosten van het project waren opgelopen naar £ 900.000. Op sommige delen van het traject was het kanaal overigens niet dieper dan 12 voet terwijl 20 voet in de plannen was opgenomen.
Het kanaal was geen succes. De oorlog met Frankrijk was al lang afgelopen en het kanaal diende geen militair belang meer. De scheepsbouw had een snelle technologische ontwikkeling doorgemaakt, de schepen werden groter en met stoommachines uitgerust. Het kanaal raakte in verval. In 1840 poogde men het kanaal te verkopen aan particuliere investeerders, maar dit mislukte. Na een debat in het parlement werd in 1843 toch weer geld beschikbaar gesteld om het kanaal te herstellen en te verbeteren. In 1847 werd het kanaal heropend en de diepte was gebracht op 17 voet. Tegen die tijd waren de schepen te groot voor het kanaal en had Inverness ook een spoorweg.
Tijdens de Eerste Wereldoorlog werden nog 70.000 zeemijnen door het kanaal vervoerd. Deze Amerikaanse mijnen werden naar Inverness getransporteerd en in de Noordzee gelegd tussen de Orkneyeilanden en Noorwegen. Voor dit transport legden in een jaar tijd zo'n 6254 vrachtschepen de reis over het kanaal af.
In 1995 werd gestart met een project om het kanaal geschikt te maken voor de recreatievaart. De werkzaamheden duurden zo’n 10 jaar. In 2005 werd het kanaal heropend en wordt tegenwoordig vooral gebruikt door plezierboten. Een bootreis langs het hele kanaal duurt ongeveer 2,5 dagen. Naast de 29 sluizen moeten ook 10 bruggen worden gepasseerd. Schepen van maximaal 45 meter lang, 10 meter breed en een diepgang van niet meer dan 3,8 meter kunnen hier varen.